# Marilyn White
Marilyn White (Los Ángeles, Estados Unidos, 17 de octubre de 1944) fue una atleta estadounidense, especializada en la prueba de 4 x 100 m en la que llegó a ser subcampeona olímpica en 1964.

## Carrera deportiva
En los JJ. OO. de Tokio 1964 ganó la medalla de plata en los relevos 4 x 100 metros, ocn un tiempo de 43.9 segundos, llegando tras Polonia que batió el récord del mundo con 43.4 segundos, y por delante de Reino Unido, siendo sus compañeras de equipo: Willye White, Wyomia Tyus y Edith McGuire.